# Complexo de Comunicação Espacial de Camberra
O Complexo de Comunicação Espacial de Camberra - Canberra Deep Space Communication Complex (CDSCC) é uma estação australiana, localizada na Reserva Natural de Tidbinbilla, há cerca de meia hora da capital Camberra. O complexo faz parte do programa Deep Space Network da NASA.

## Antenas
No final de 2016, a Estação tinha cinco grandes antenas em uso: DSS-34, DSS-35, DSS-36, DSS-43 e DSS-45.O CDSCC também usa o radiotelescópio Parkes no centro de Nova Gales do Sul em horários de pico para receber dados de espaçonaves. A construção está em andamento desde 2010, construindo uma antena adicional de guia de onda de 34 m. A construção do DSS-35 começou em julho de 2010. A torre de colimação da estação está localizada a aproximadamente 3 km ao noroeste, na Colina Negra.
| Foto | Designação    | Situação        | Abertura principal | Notas |
| ---- | ------------- | --------------- | ------------------ | --- |
|      | DSS-33        | Descomissionada | 11m                | Uma pequena antena A/E que foi desativada para uso DSN em 2002 e transferida para a Noruega em 2009 para ser usada em pesquisas atmosféricas. |
|      | DSS-34        | Ativa           | 34m                | Antena guia de ondas de feixe, usa um sistema de espelhos de radiofrequência para colocar o hardware de recepção e transmissão no subsolo, em vez de no topo do prato. Construída em 1997. |
|      | DSS-35        | Ativa           | 34m                | Operacional no final de 2014 e inaugurado oficialmente em março de 2015. |
|      | DSS-36        | Ativa           | 34m                | Prato instalado em agosto de 2015. Operacional no final de 2016 e inaugurado oficialmente em 3 de novembro de 2016. |
|      | DSS-42        | Descomissionada | 34m                | Desativada em 2000 e desmontado logo depois. Esta era uma antena de "declinação angular horária" e foi a antena original construída no complexo. |
|      | DSS-43        | Ativa           | 70m                | Originalmente construída como uma antena parabólica de 64 m em 1973 e ampliada em 1987. É a maior antena parabólica dirigível do hemisfério sul. A antena pesa mais de 3.000 toneladas e gira sobre uma película de óleo de aproximadamente 0,17 mm de espessura. A superfície do refletor é composta de 1.272 painéis de alumínio com uma área total de 4.180 metros quadrados. Pings bem-sucedidos em 2020 foram registrados entre a antena de rádio e a espaçonave Voyager 2. |
|      | DSS-45        | Descomissionada | 34m                | Construída em 1986. Desativada em novembro de 2016 logo depois que o DSS-36 se tornou totalmente operacional. |
|      | DSS-44 DSS-46 | Descomissionada | 26m                | Originalmente foi construído em 1967 para a Manned Spaceflight Network (MSFN) em Honeysuckle Creek perto de Canberra. Foi uma das três principais estações terrestres do programa Apollo. Já no MSFN a estação e sua antena parabólica de 26m tiveram a designação HSK. Em 1974, após a conclusão do programa Apollo, a estação foi transferida para a Deep Space Network (DSN) do JPL e recebeu a designação DSS-44. Em 1984, o complexo Honeysuckle foi dissolvido, a antena foi desmontada e remontada como DSS-46 no complexo CDSCC (Tidbinbilla) a cerca de 20 km de distância. O DSS-46 foi desativado no final de 2009. Em maio de 2010, o Instituto Americano de Aeronáutica e Astronáutica declarou a antena um Sítio Aeroespacial Histórico e a antena permanece no local. |
|      | DSS-49        | Ativa           | 64m                | Radiotelescópio Parkes Capaz de conectar-se para fornecer suporte, porém é incapaz de transmitir (trata-se apenas de um receptor). |